# Kurt Müller (calciatore)
Kurt Müller (Lucerna, 9 maggio 1948) è un allenatore di calcio ed ex calciatore svizzero, di ruolo attaccante.

## Palmarès

### Giocatore

#### Competizioni nazionali
- Coppa di Lega svizzera: 1

Servette: 1976-1977

#### Competizioni internazionali
- Coppa Piano Karl Rappan: 1

Hertha Berlino: 1973